# C/2012 E1 (Hill)
C/2012 E1 (Hill) — одна з довгоперіодичних комет. Ця комета була відкрита 2 березня 2012 року; вона мала 19.6m на час відкриття.